# Paul Smart
Paul Smart (Yarmouth, 13 de janeiro de 1892 — Darien, 22 de junho de 1979) é um velejador estadunidense, campeão olímpico.

## Carreira
Paul Smart consagrou-se campeão olímpico ao vencer a série de regatas da classe Star nos Jogos Olímpicos de Verão de 1948 em Londres ao lado de seu filho Hilary Smart com a tripulação Hilarius.
Após a guerra, ele inicialmente exerceu a profissão de advogado, mas depois tornou-se banqueiro de investimentos. Ele também atuou como presidente do Newspaper Institute. Como iatista, Smart ganhou cinco campeonatos mundiais.